# Warszawska Kolej Dojazdowa
Warszawska Kolej Dojazdowa Sp.z o.o. (WKD) je polský dopravce provozující příměstskou osobní železniční dopravu na vlastní železniční síti spojující centrum Varšavy s obcemi Michałowice, Pruszków,Podkowa Leśna, Milanówek a Grodzisk Mazowiecki jihozápadně od Varšavy.

## Historie
Železniční trať, kterou nyní provozuje WKD, byla otevřena v roce 1927 pod názvem Elektryczna Kolej Dojazdowa a jednalo se o první elektrizovanou železnici v Polsku.
Trať byla v soukromém vlastnictví, ale po skončení 2. světové války byla znárodněna a stala se součástí státních drah Polskie Koleje Państwowe (PKP). V roce 1951 byl název trati změněn na současný Warszawska Kolej Dojazdowa.
Od 1. července 2001 pak došlo k vyčlenění této dráhy i provozu na ní z PKP do společnosti PKP Warszawska Kolej Dojazdowa, která však zůstala ve 100% vlastnictví PKP.
30. září pak PKP celý svůj podíl v WKD prodala a současná vlastnická struktura je následující:
- Úřad maršálka Mazovského vojvodství – 33 %
- Hlavní město Varšava – 33 %
- obce Grodzisk Mazowiecki, Milanówek, Podkowa Leśna, Brwinów, Pruszków, Michałowice – 34 %

27. května 2016 byl na celé síti ukončen provoz pod napětím 600 V DC, následujícího dne již jezdily vlaky s napájením 3000 V DC.

## Průběh tratí
Celková délka železniční trati č. 47 ze stanice Warszawa Śródmieście WKD do stanice Grodzisk Mazowiecki Radońska činí 33 km. Trať č. 48 odbočující do stanice Milanówek Grudów pak 3 km. Na celé železniční síti se nachází 28 stanic a zastávek.

## Vozový park
Od roku 1927 do roku 1972 sloužily železniční trati elektrické vozy řady EN80 výrobce English Electric. Dosahovaly rychlosti až 70 km/h.
V roce 1972 započal výrobce PaFaWag Wrocław dodávat nové elektrické jednotky řady EN94 a to v celkovém počtu 40. Tyto jednotky kompletně nahradily opotřebované elektrické vozy řady EN80.
V roce 2004 nakoupil Úřad maršálka Mazovského vojvodství novou elektrickou jednotku řady EN95 výrobce PESA Bydgoszcz. Bohužel z plánovaného nákupu dalších elektrických jednotek sešlo.
V roce 2010 nakoupil Úřad maršálka Mazovského vojvodství 14 nízkopodlažních, klimatizovaných elektrických jednotek řady 33WE (EN97) výrobce PESA Bydgoszcz, za které zaplatil 281 milionů zlotých. První výrobní série elektrických jednotek byla dodána 7. prosince 2011. O něco později byly nasazeny do běžného provozu a to dne 12. ledna 2012.
V roce 2016 dodal výrobce Newag šest jednotek řady EN100 pro provoz pouze pod napětím 3000 V. První jednotky byly dány do provozu 28. května, kdy byl zahájen provoz s napájením 3000 V. Současně byly odstaveny všechny soupravy řady EN94, které mohly být napájeny pouze napětím 600 V.

## Jízdné
Od ledna roku 2002 se v rámci WKD používá jízdné v časových pásmech. Jednotlivé jízdenky se prodávají v závislosti na plánovaném cestovním času:
- I zóna – do 19 minut – 3,60 zlotých (základní jízdné)
- II zóna – do 38 minut – 4,80 zlotých (základní jízdné)
- III zóna – více než 38 minut – 7,00 zlotých (základní jízdné)

Jízdenku je nutné označit v turniketu při nástupu do vlaku.

## Park&Ride
Na parkovištích Park&Ride, která se nachází v těsné blízkosti stanic, mohou cestující zaparkovat svá vozidla.
- při zastávce Grodzisk Mazowiecki Okrężna je parkovaní bezplatné, parkoviště je oplocené.
- při zastávce Pruszków WKD je parkovaní placené, parkoviště je nestřežené.
- při stanici Komorów je parkovaní placené, parkoviště je nestřežené.

## Zlikvidované stanice a zastávky
- Grodzisk Mazowiecki EKD, později Grodzisk Mazowiecki WKD (do 1966)
- Grodzisk Mazowiecki Rynek (do 1966)
- Milanówek EKD, později Milanówek WKD (do 1972)
- Milanówek Prosta (do 1972)
- Milanówek Graniczna (do 1995)
- Warszawa Włochy EKD, později Warszawa Włochy WKD (do 1971)
- Włochy Graniczna (do 1971)
- Warszawa Szczęśliwice WKD (do 1975)
- Warszawa Stadion Strzelnica
- Warszawa Granica Miasta, později Warszawa Opaczewska (do 1975)
- Warszawa Zachodnia WKD
- Warszawa Grójecka EKD (do 1963)
- Warszawa Plac Zawiszy (do 1963)
- Warszawa Chałubińskiego WKD (do 1963)
- Warszawa Marszałkowska EKD (do 1961)

## Galerie
| Fotografie | Řada                               | Výrobce          |
| ---------- | ---------------------------------- | ---------------- |
|            | EN80 v provozu v letech 1927–1972  | English Electric |
| EN94       | EN94 v provozu v letech 1972–2016  | PaFaWag Wrocław  |
| EN95       | EN95 v provozu od roku 2004        | PESA Bydgoszcz   |
| EN97       | 33WE (EN97) v provozu od roku 2012 | PESA Bydgoszcz   |
| EN100      | EN100 v provozu od roku 2016       | Newag Nowy Sącz  |